# Selección de fútbol de salón de Paraguay
La selección de fútbol de salón de Paraguay es el equipo que representa a Paraguay en las competiciones oficiales de fútbol de salón o Futsal; su dirección está a cargo de la Federación Paraguaya de Fútbol de Salón entidad afiliada a la Asociación Mundial de Futsal (AMF) y la Confederación Panamericana de Futsal (PANAFUTSAL).
Ha participado en once ediciones del Campeonato Mundial de Futsal de la AMF, donde ha obtenido el título en cuatro de ellas Australia 1988, Paraguay 2003, Argentina 2007 y México 2023; y cuatro subcampeonatos en los torneos de Brasil 1982, Italia 1991, Colombia 2011 y Bielorrusia 2015.

## Estadísticas

### Campeonato Mundial
Resultado general: 1°
| Organización FIFUSA     | Organización FIFUSA | Organización FIFUSA | Organización FIFUSA | Organización FIFUSA | Organización FIFUSA | Organización FIFUSA | Organización FIFUSA | Organización FIFUSA |               |
| Año                     | Resultado           | Posición            | J                   | G                   | E                   | P                   | GF                  | GC                  |               |
| ----------------------- | ------------------- | ------------------- | ------------------- | ------------------- | ------------------- | ------------------- | ------------------- | ------------------- | ------------- |
| 1982                    | Subcampeón          | 2.°                 | 6                   | 5                   | 0                   | 1                   | 29                  | 6                   |               |
| 1985                    | Tercer puesto       | 3.°                 | 6                   | 5                   | 0                   | 1                   | 35                  | 12                  |               |
| 1988                    | Campeón             | 1.°                 | 8                   | 7                   | 0                   | 1                   | 45                  | 14                  |               |
| Organización PANAFUTSAL |                     |                     |                     |                     |                     |                     |                     |                     |               |
| 1991                    | Subcampeón          | 2.°                 | 10                  | 8                   | 2                   | 0                   | 38                  | 11                  |               |
| 1994                    | Cuartos de final    | 5.°                 | 7                   | 6                   | 0                   | 1                   | 54                  | 10                  |               |
| 1997                    | No participó        | No participó        | No participó        | No participó        | No participó        | No participó        | No participó        | No participó        | No participó  |
| 2000                    | Cuartos de final    | 7.°                 | 6                   | 3                   | 1                   | 2                   | 28                  | 20                  |               |
| Organización AMF        |                     |                     |                     |                     |                     |                     |                     |                     |               |
| 2003                    | Campeón             | 1.°                 | 7                   | 7                   | 0                   | 0                   | 36                  | 14                  |               |
| 2007                    | Campeón             | 1.°                 | 6                   | 6                   | 0                   | 0                   | 50                  | 11                  |               |
| 2011                    | Subcampeón          | 2.°                 | 6                   | 3                   | 2                   | 1                   | 32                  | 19                  |               |
| 2015                    | Subcampeón          | 2.°                 | 6                   | 4                   | 0                   | 2                   | 21                  | 13                  |               |
| 2019                    | Tercer puesto       | 3.°                 | 6                   | 4                   | 1                   | 1                   | 19                  | 8                   |               |
| 2023                    | Campeón             | 1.°                 | 6                   | 6                   | 0                   | 0                   | 34                  | 3                   |               |
| 2027                    | Por definirse       | Por definirse       | Por definirse       | Por definirse       | Por definirse       | Por definirse       | Por definirse       | Por definirse       | Por definirse |
| Total                   | 12/13               | 1.°                 | 80                  | 64                  | 6                   | 10                  | 421                 | 141                 |               |

- Colombia y  Brasil expresaron su interés en organizar este mundial.

- La candidatura de  Brasil pierde fuerza debido a que ya la FNFBR (Federación Nacional de Futsal de Brasil) afiliada a la AMF realizará un mundial de categoría sub-13 en septiembre de 2025 y la CFSB (Confederación de Fútbol de Salón de Brasil) afiliada a la FIFUSA organizará en 2027 el mundial de categoría absoluta masculina.

### Campeonato Sudamericano
| Año            | Ronda        | Posición     |
| -------------- | ------------ | ------------ |
| Paraguay 1965  | Campeón      | 1°           |
| Paraguay 1969  | Subcampeón   | 2°           |
| Brasil 1971    | Tercer lugar | 3°           |
| Uruguay 1973   | Tercer lugar | 3º           |
| Argentina 1975 | Tercer lugar | 3°           |
| Uruguay 1976   | Subcampeón   | 2°           |
| Brasil 1977    | Subcampeón   | 2º           |
| Colombia 1979  | No participó | No participó |
| Uruguay 1983   | Subcampeón   | 2°           |
| Argentina 1986 | Subcampeón   | 2°           |
| Brasil 1989    | Subcampeón   | 2°           |
| Uruguay 1992   | Campeón      | 1°           |
| Ecuador 1998   | Campeón      | 1°           |
| Colombia 2014  | No participó | No participó |

### Campeonato Panamericano
| Año           | Ronda        | Posición |
| ------------- | ------------ | -------- |
| México 1980   | Subcampeón   | 2°       |
| Brasil 1984   | Subcampeón   | 2°       |
| Colombia 1990 | Subcampeón   | 2°       |
| Bolivia 1993  | Tercer lugar | 3º       |
| Colombia 1996 | Tercer lugar | 3°       |
| Paraguay 1999 | Campeón      | 1°       |

### Copa Mercosur
| Año                          | Ronda   | Posición | PJ | PG | PE | PP | GF | GC | Dif |
| ---------------------------- | ------- | -------- | -- | -- | -- | -- | -- | -- | --- |
| Uruguay 2011 Torneo Amistoso | Campeón | 1°       | 2  | 1  | 0  | 1  | 8  | 5  | +3  |

### Juegos Mundiales
| Año       | Ronda | Posición    | PJ | PG | PE | PP | GF | GC | Dif |
| --------- | ----- | ----------- | -- | -- | -- | -- | -- | -- | --- |
| Cali 2013 | Final | 5.to Puesto | 3  | 2  | 0  | 1  | 19 | 7  | +12 |

## Divisiones juveniles

### Mundial Sub-20
Resultado general: 1°
| Año           | Ronda         | Posición      | PJ            | PG            | PE            | PP            | GF            | GC            | Dif           |
| ------------- | ------------- | ------------- | ------------- | ------------- | ------------- | ------------- | ------------- | ------------- | ------------- |
| Chile 2014    | Final         | Subcampeón    | 6             | 5             | 0             | 1             | 39            | 13            | +26           |
| Colombia 2018 | Final         | Campeón       | 6             | 5             | 0             | 1             | 41            | 9             | +32           |
| Cataluña 2024 | Final         | Subcampeón    | 6             | 5             | 1             | 0             | 34            | 12            | +22           |
| 2028          | Por definirse | Por definirse | Por definirse | Por definirse | Por definirse | Por definirse | Por definirse | Por definirse | Por definirse |

### Mundial Sub-17
Resultado general: 2°
| Año           | Ronda         | Posición      | PJ            | PG            | PE            | PP            | GF            | GC            | Dif           |
| ------------- | ------------- | ------------- | ------------- | ------------- | ------------- | ------------- | ------------- | ------------- | ------------- |
| Paraguay 2016 | Final         | Subcampeón    | 7             | 6             | 0             | 1             | 61            | 16            | +45           |
| Paraguay 2024 | Final         | Subcampeón    | 6             | 5             | 0             | 1             | 55            | 7             | +48           |
| 2028          | Por definirse | Por definirse | Por definirse | Por definirse | Por definirse | Por definirse | Por definirse | Por definirse | Por definirse |

### Mundial Sub-15
Resultado general: 3°
| Año           | Ronda         | Posición      | PJ            | PG            | PE            | PP            | GF            | GC            | Dif           |
| ------------- | ------------- | ------------- | ------------- | ------------- | ------------- | ------------- | ------------- | ------------- | ------------- |
| Paraguay 2021 | Semifinal     | 3.er Puesto   | 6             | 5             | 0             | 1             | 61            | 8             | +53           |
| 2025          | Por definirse | Por definirse | Por definirse | Por definirse | Por definirse | Por definirse | Por definirse | Por definirse | Por definirse |

- Ecuador
- México

- Estos equipos son candidatos para el mundial Sub-15.
- Hay una alta probabilidad de que el torneo se postergue para el 2026 por temas de calendario debido al mundial de clubes de futsal en Colombia que se jugará en mayo y el mundial de futsal Sub-15 que se disputará en septiembre.

### Mundial Sub-13
Resultado general: 1°
| Año           | Ronda       | Posición    | PJ          | PG          | PE          | PP          | GF          | GC          | Dif         |
| ------------- | ----------- | ----------- | ----------- | ----------- | ----------- | ----------- | ----------- | ----------- | ----------- |
| Cataluña 2019 | Final       | Campeón     | 6           | 6           | 0           | 0           | 78          | 4           | +74         |
| Brasil 2025   | Clasificado | Clasificado | Clasificado | Clasificado | Clasificado | Clasificado | Clasificado | Clasificado | Clasificado |

### Campeonato Sudamericano Juvenil
| Año            | Ronda         | Posición      |
| -------------- | ------------- | ------------- |
| Paraguay 1971  | Campeón       | 1°            |
| Brasil 1986    | Subcampeón    | 2°            |
| Bolivia 1989   | Sin datos     | Sin datos     |
| Paraguay 1991  | Campeón       | 1°            |
| Uruguay 1993   | Campeón       | 1°            |
| Paraguay 1995  | Sin datos     | Sin datos     |
| Argentina 1998 | Subcampeón    | 2°            |
| Paraguay 2011  | Campeón       | 1°            |
| Paraguay 2014  | Subcampeón    | 2°            |
| Brasil 2018    | No participó* | No participó* |

- La selección paraguaya no participó en este sudamericano juvenil debido a que ya estaba clasificado al mundial Sub-20 en Colombia en calidad de subcampeón defensor después de ser segundos en el mundial Sub-20 AMF 2014.[2]

## División Femenina

### Mundial Femenino AMF
Resultado general: 5°
| Año           | Ronda            | Posición      | PJ            | PG            | PE            | PP            | GF            | GC            | Dif           |
| ------------- | ---------------- | ------------- | ------------- | ------------- | ------------- | ------------- | ------------- | ------------- | ------------- |
| Cataluña 2008 | Cuartos de final | 7.mo puesto   | 5             | 1             | 1             | 3             | 9             | 20            | -11           |
| Colombia 2013 | Cuartos de final | 6.to puesto   | 4             | 2             | 0             | 2             | 11            | 9             | +2            |
| Cataluña 2017 | Semifinal        | 4.to puesto   | 5             | 3             | 0             | 2             | 17            | 13            | +4            |
| Colombia 2022 | Cuartos de final | 6.to puesto   | 6             | 3             | 1             | 2             | 22            | 17            | +5            |
| 2026          | Por definirse    | Por definirse | Por definirse | Por definirse | Por definirse | Por definirse | Por definirse | Por definirse | Por definirse |

- En el mes de noviembre de 2025 se dará a conocer la sede del mundial femenino de 2026 junto con la cantidad de equipos participantes.

## Estadísticas FIFUSA

### Mundial futsal FIFUSA
Resultado general: ?°
| Año           | Ronda         | Posición      | PJ            | PG            | PE            | PP            | GF            | GC            | Dif           |
| ------------- | ------------- | ------------- | ------------- | ------------- | ------------- | ------------- | ------------- | ------------- | ------------- |
| Colombia 2024 | No clasificó  | No clasificó  | No clasificó  | No clasificó  | No clasificó  | No clasificó  | No clasificó  | No clasificó  | No clasificó  |
| Brasil 2027   | Por definirse | Por definirse | Por definirse | Por definirse | Por definirse | Por definirse | Por definirse | Por definirse | Por definirse |

- Brasil fue escogida como sede del mundial por la FIFUSA ya que tienen planes de organizar tres torneos de gran categoría en Brasil: El Mundial Masculino y una Copa América a nivel de selecciones junto a una Copa Intercontinental de Clubes.

### Mundial Sub-20 FIFUSA
Resultado general: ?°
| Año            | Ronda         | Posición      | PJ            | PG            | PE            | PP            | GF            | GC            | Dif           |
| -------------- | ------------- | ------------- | ------------- | ------------- | ------------- | ------------- | ------------- | ------------- | ------------- |
| Argentina 2024 | No participó  | No participó  | No participó  | No participó  | No participó  | No participó  | No participó  | No participó  | No participó  |
| 2028           | Por definirse | Por definirse | Por definirse | Por definirse | Por definirse | Por definirse | Por definirse | Por definirse | Por definirse |

### Mundial Sub-18 FIFUSA
Resultado general: ?°
| Año          | Ronda         | Posición      | PJ            | PG            | PE            | PP            | GF            | GC            | Dif           |
| ------------ | ------------- | ------------- | ------------- | ------------- | ------------- | ------------- | ------------- | ------------- | ------------- |
| Ecuador 2025 | Por definirse | Por definirse | Por definirse | Por definirse | Por definirse | Por definirse | Por definirse | Por definirse | Por definirse |

### Mundial Femenino FIFUSA
Resultado general: 6°
| Año            | Ronda         | Posición      | PJ            | PG            | PE            | PP            | GF            | GC            | Dif           |
| -------------- | ------------- | ------------- | ------------- | ------------- | ------------- | ------------- | ------------- | ------------- | ------------- |
| Argentina 2023 | Primera fase  | 6.to puesto   | 5             | 2             | 0             | 3             | 10            | 13            | -3            |
| México 2026    | Por definirse | Por definirse | Por definirse | Por definirse | Por definirse | Por definirse | Por definirse | Por definirse | Por definirse |

## Palmarés

#### Selección mayor AMF
| Competición            | Campeón                    | Subcampeón                       | Tercer lugar         | Cuarto lugar | Selección |
| ---------------------- | -------------------------- | -------------------------------- | -------------------- | ------------ | --------- |
| Campeonato Mundial     | 4 (1988, 2003, 2007, 2023) | 4 (1982, 1991, 2011, 2015)       | 2 (1985, 2019)       |              | Absoluta  |
| Sudamericano de Futsal | 3 (1965, 1992, 1998)       | 5 (1969, 1977, 1983, 1986, 1989) | 3 (1971, 1973, 1975) |              | Absoluta  |
| Panamericano de Futsal | 1 (1999)                   | 3 (1980, 1984, 1990)             | 2 (1993, 1996)       |              | Absoluta  |

#### Selección femenina AMF
| Competición           | Campeón | Subcampeón | Tercer lugar | Cuarto lugar | Selección |
| --------------------- | ------- | ---------- | ------------ | ------------ | --------- |
| Mundial Femenino      |         |            |              | 1 (2017)     | Femenina  |
| Sudamericano Femenino |         |            | 1 (2015)     | 1 (2017)     | Femenina  |

#### Selecciones juveniles AMF
| Competición          | Campeón                    | Subcampeón           | Tercer lugar | Cuarto lugar | Selección |
| -------------------- | -------------------------- | -------------------- | ------------ | ------------ | --------- |
| Mundial Sub-20       | 1 (2018)                   | 2 (2014, 2024)       |              |              | Sub-20    |
| Mundial Sub-17       |                            | 2 (2016, 2024)       |              |              | Sub-17    |
| Mundial Sub-15       |                            |                      | 1 (2021)     |              | Sub-15    |
| Mundial Sub-13       | 1 (2019)                   |                      |              |              | Sub-13    |
| Sudamericano Juvenil | 4 (1971, 1991, 1993, 2011) | 3 (1986, 1998, 2014) |              |              | Sub-20    |